# Liste der Kulturgüter in Avully
Die Liste der Kulturgüter in Avully enthält alle Objekte in der Gemeinde Avully im Kanton Genf, die gemäss der Haager Konvention zum Schutz von Kulturgut bei bewaffneten Konflikten, dem Bundesgesetz vom 20. Juni 2014 über den Schutz der Kulturgüter bei bewaffneten Konflikten sowie der Verordnung vom 29. Oktober 2014 über den Schutz der Kulturgüter bei bewaffneten Konflikten unter Schutz stehen.
Objekte der Kategorie A sind im Gemeindegebiet nicht ausgewiesen, Objekte der Kategorie B sind vollständig in der Liste enthalten, Objekte der Kategorie C fehlen zurzeit (Stand: 1. Januar 2023).

## Kulturgüter
| Foto |                                                                              | Objekt                                            | Kat. | Typ | Standort                                    | Beschreibung |
| ---- | ---------------------------------------------------------------------------- | ------------------------------------------------- | ---- | --- | ------------------------------------------- | ------------ |
| BW   | Datei hochladen · Wikidata zu Domaine Desbaillets / de Normandie (Q29699287) | Domaine Desbaillets / de Normandie KGS-Nr.: 02378 | B    | G   | Route de Moulin-Roget 33–39 488809 / 114040 |              |
| BW   | Datei hochladen · Wikidata zu Domaine Mottu / Mallet (Q29699300)             | Domaine Mottu / Mallet KGS-Nr.: 02379             | B    | G   | Route de Moulin-Roget 8 488929 / 114140     |              |
| ja   | Datei hochladen · Wikidata zu Reformierte Kirche (Q29699315)                 | Reformierte Kirche / Temple KGS-Nr.: 11803        | B    | G   | Route de Moulin-Roget 12 488886 / 114115    |              |